# パワプロクンポケット8
『パワプロクンポケット8』（パワプロクンポケットはち）は2005年12月1日にコナミ（現：コナミデジタルエンタテインメント）から発売された野球ゲームソフトである。パワプロクンポケットシリーズの本編8作目にあたる。キャッチコピーはバンバン野球バラエティ。この作品からジャンル表記が野球バラエティとなった。

## 概要
本編では初のニンテンドーDS対応ソフトであり、グラフィックや操作性などが向上し（特にDSになってボタン数が増え、パワプロの特徴である「右手側ボタンのみでの送球」がパワポケシリーズで可能になった）、球場の3D化など、DSのスペックや容量を生かした要素が導入されている。野球部分やミニゲームでもタッチスクリーンやDSの豊富なボタン数を生かした改良がなされている。同年に発売された『パワポケ甲子園』から導入の実況はないが、ウグイス嬢は引き続き採用されている。
『パワポケ7』におけるセンターゴロがしばしば起きる事態がなくなるなど、野球部分のバランスが改善され、新球種・新特殊能力の追加や、パワプロで採用されている変化球の同方向2球種・エラー率・弾道のパラメータを採用するなどパワプロらしさを追求している。また、オリジナル変化球をサクセスモードで作れるようになった。
表サクセスは3度目のプロ野球編である。今作の裏サクセスは非常に簡素なものとなっている（詳細は後述）。

### 選手登録バグ
サクセスモードやパスワードで野手を累計60人登録した場合、それ以上選手登録が不可能になる上、ストーリーのエンディングも見られないという致命的なバグが存在する（一度登録した野手のデータを削除しても回避できない）。コナミはこのバグを、公式サイトで「ポイント」といった形で告知し、「元々の仕様である」ともとれる表現をしている。
なお、コナミにDSカードを送り修理を依頼した場合でも、内部の数値データが修正され登録が可能になるだけであり、このバグそのものの除去が行われるわけではない（再び人数以上登録するとまた登録不可になる）。
現在修理対応は終了しており、登録できなくなったらDSカードをコマンドで初期化するよう案内している（当然ながらすべてのデータが購入時の状態に戻る）。

## 8での主な新要素・変更点

### 追加モード
ホームラン競争
野球モードの一つで実在の球団やアレンジチームの内一人の選手を選び、投げてくるボールを打ちホームランにするモード。10球全部打てばおまけモードになり、失敗するまで最大99球まで打つことができる。50球以上打てばパワポケPが10Pもらえ、さらに99球打てば100Pもらえる。
選手通信交換
登録した選手を通信してあげたりもらえたりするモード。要領的にはアレンジモードの通信交換と同じである。
オークション
パワポケPを使って商品を入手していくモード。リアルタイムで時間内に落札すれば入手できる。集めた品物は「凡田博物館」で見ることが可能。持っている品物の総グレード数によってオークションに出やすい品物が変わる。
サウンドモード
アルバムの一つで、ゲーム中で一度聴いたBGMを自由に聴くことが出来る。前作では隠し要素の一つであったが、今作からは正式なモードになった。

### その他
- 野球の通信対戦の成績がなくなった。
- 変化球レベルとミートレベルの限界が8→7に変わった。
- 試合中のオーダーでペナントのみに表示されていた投手のスタミナ量が通常の野球モードでも表示されるようになった。
- 最高球速が160→165になった（最高球速が165で、超特殊能力「鉄腕」を取得していると、170を出すことができる）。
- ペナント、俺のペナント（以下俺ペナ）に交流戦の試合が追加された（ただし、試合数が公式と同じ場合のみ）。
- 本作のみの俺ペナに魔人システムが追加され、稼いだ年俸を使って経験値を取得したり調子を良くしたりなどで有利にできるようになった。ただし、初回で呼び出した以降から妨害するイベントが発生するようになり、呼び出して何も選択せずにやめるとペナルティとして能力が下がってしまう。
- 今作の俺ペナでは、パワポケシリーズの特殊変化球「あばたボール」を通常取得できる。
- 各チームの投手枠が2人増加。
- 新球種はドロップ、Dカーブ、サークルチェンジ、Hシュート、全方向のオリジナル変化球の9種類。

## 収録ミニゲーム
ハラハラ! ウォッチ
制限時間内に1から16までの数字を順番に押していく。数字は漢数字も混じっている。間違えて押すと制限時間が減っていく。難しさが上がると制限時間が短くなる。
くるまでぶぅーん 3D
パワポケ2のミニゲームを3D化で再収録したもの。サクセス中は黒い車を追いかけて破壊するとクリア。単独では難易度により4つのコースがあり、ゴールに到着するとクリア。
ばんばんどーん
相手を攻撃して倒していくゲーム。COMキャラによって攻撃方法や耐久力が変化する。難易度が上がると攻撃力と耐久力が上がっていく。最初に選べるCOMキャラは主人公のみで、残りはサクセス中で勝たなければ遊べない。サクセス中は死んでしまうとゲームオーバーになる。
くるくるバキューン
主人公が死なないように進みながら敵を倒して行くゲーム。易しい難易度は中ボスを倒すとクリア。難しい難易度は最終ボスを倒すとクリア。途中でパワーアップアイテムがあり、取ると攻撃が変化して2つまで装備できるが、ダメージを受けると装備中のものが普通の状態に戻る。サクセス中は失敗するとゲームオーバーになる。難易度によってコースの長さとスコア量とライフ量が変化する。なお、このミニゲームは『魂斗羅』のパロディである。
射的おみくじ
前作のミニゲームを二画面にパワーアップしたもの。ミニゲーム選択画面で下画面の左上を数秒タッチすることで単独で遊ぶことができる。

## 表サクセス（特命ハンター）
今回は『2』、『5』と同じくプロ野球編となっている。舞台となる球団の名前は、これまでのモグラーズからホッパーズに改名している。時系列は、『パワポケダッシュ』の3年目と同じ年に開始。『ダッシュ』は今作よりも後に発売されたが、ストーリーの時系列では『ダッシュ』の方が先である。
世間評価が70以上でクリアだが、最後の週に特定の条件で70以上世間評価があってもゲームオーバーになることがあると同時に、0であっても展開によってはクリアできる。また、世間評価以外に特定のミニゲームを失敗したり、2年目の契約更改で世間評価不足である選択肢以外を選んで解雇になったり、寿命メーターがなくなってもゲームオーバーになる。今回は何回でもリセットしたりやり直すことが出来るが、その度にペナルティとして能力が大きく低下するため、これを利用して強い選手を作るなどの行為は不可能となっている。なお、場合によっては（3年目終了時点である条件を満たさず世間評価が足りなくなっているなど）やり直しが出来ずに強制的にデータが消えてしまうパターンもある。
『7』以前（『3』・『4』を除く）までにあったタフ度のゲージが廃止され、今作以降から体力ゲージのみで練習時の怪我率やイベントなどに影響するようになった。体力ゲージが満タンの時と100以上の時は絶対怪我をせず、100以下の時はゲージに応じて怪我率が変化する。体力ゲージの最大値は練習時のランニングやストレッチ、イベントなどで上昇し、怪我やイベントで減少することがある。
これまで特殊変化球の取得は、GB版『パワプロクンポケット2』以降その方向の変化球を持った状態でその変化球を経験点を使用して球種を変えていた（『2』の一部の変化球は直接覚えさせることもできた）が、今作からはそれがなくなり、普通の変化球と同じように取得するようになった（その代わり、取得するのに必要な経験値は多く、変化球を変えることができなくなった）。
今作は能力をさらに上げることができる勉強コマンドが存在する。勉強の実行するレベルは3段階あり、レベルが高いとポイントが多く手に入るが、寿命も減ってしまう。レベル1だとポイントは少なくなるが、寿命は減らない。貯めたポイントは一定に応じて強化したいルートを選ぶと能力が上がって最大4段階まで強化できるが、中には下がる能力もある。ただし、強化できるルートは1つしか選ぶことが出来ないため、別のルートに変更すると今まで強化した能力がなくなってしまう。この勉強コマンドで育てた場合、1つないし2つの能力に特化した選手が作りやすい。
また、カートリッジの変更により、『7』まではリセットした場合、進行したところから再開できたが、今作から自動セーブが導入され、『7』までのような直前の再開ではなくなった。今作は1・4・7・10月初めになると自動セーブが行われる。

### あらすじ
サイボーグ対策室（CCR）に勤務している主人公。任務中に手に入れた情報によりサイボーグがホッパーズに潜入し何かを起こそうとしていることを知り、サイボーグ達の目的を阻止するためにホッパーズへ潜入することになる。CCRとプロ野球選手の2つの顔を持つ生活が始まる。

### 登場人物

#### 大神グループ

##### 大神ホッパーズ

###### 主要人物
主人公
CCRのエージェント。潜入調査でホッパーズに入団する。ホッパーズに潜入するまでは野球のルールなどは全く知らなかった（過去に球技大会で打った際にベースを三塁から回ろうとしたほど）。
しかし、身体能力・戦闘能力は歴代主人公のなかで一番高い（公式Q＆Aより）。
潜入捜査の過程で野球をやるにつれ、次第にその魅力に惹かれ、終盤ではホッパーズを優勝させる為に全力をつくしたり、最終的には野球選手とエージェントの裏表の生活を選ぶ事になる。
寺岡や荒井三兄弟の反応から、『3』（『1』）の主人公に似ているらしい。ただ、湯田、本田、リンなどのセリフからするとあまりイケメンではないらしい。
木村庄之助の顔を覚えられない、過去の経歴に謎が多いなど不審な点があるが、公式Q＆Aでスタッフは「ご想像にお任せします」などの回答をしており、明言を避けている。
湯田 浩一（ゆだ こういち）
元花丸高校野球部員。ドラフト6位でホッパーズに入団する。パワポケ7から連続出演。イベントでオリジナル変化球を身に付くことも。バグがある初期ロムではかえって弱体化する。マニアであるが萌えが嫌いらしい。『11』では髭を剃っている。

###### チームメイト
大神 博之（おおがみ ひろゆき）
『4』・『5』にも登場。ホッパーズのオーナーである大神美智男の息子。ホッパーズのエースとして長期に渡って活躍しており、球界を代表する投手にまで成長している。話題が少ないためかマスコミによる虚偽報道が多く折り合いが悪い。
倉刈 明（くらがり あきら）
元モグラーズ選手、倉刈仁志の息子。ポジションは二塁手（サブポジションは外野手）。主人公と同期でホッパーズに入団。貧乏癖は相変わらず。お金のかかる遊びが嫌いらしく（ゲーム機など）お金のかからないトランプで遊ぶのが好き。二人だけでババ抜きや7並べをしていても気にしない。
諸星 須賀男（もろぼし すがお）
パワポケ5にも登場。ホッパーズの4番。ポジションは一塁手（サブポジションは外野手）。パワーはあるが鈍足で守備は下手である。チームメイトに遊びでプロレス技をかけ故障させるという悪癖がある。入団した頃はトラブルメーカーだったが貫禄が出てきた。『11』では選手として成長している。
本田 幸太郎（ほんだ こうたろう）
主人公と同期の選手。ドラフト4位入団。ポジションは遊撃手（サブポジションは二塁手）。打撃面では非力さが弱点。星影ヒヨリのファンで、ヒヨリンの宇宙パワーを信じている。
林 正直（はやし まさなお）
お笑い好きの主人公の先輩。ポジションは外野手。面白くない駄洒落を連発するが、自分ではお笑いのセンスがあると思っている。
石中 学（いしなか まなぶ）
主人公の先輩。ポジションは三塁手。体が大きく諸星の弟子のような存在。電磁波測定器など、計測機器でよく遊んでいる。また、空気の変化を読み取るためにカナリアも飼っている。
実は彼の正体は脱走アンドロイドの一人。ホッパーズで野球の楽しみに目覚めてしまい、あろうことかクリーンナップさえ務めていた。彼の明らかに異質な部屋が主人公を不審に思わせ、球団内に潜入しているサイボーグという結論を導き出させた。選択肢によっては主人公と戦い、敗北後に死亡するが、生存する展開も。彼を生かすか殺すかで主人公の結末が変わる。
芽舘 秦名（めだち やすな）
主人公と同期。左投げだがポジションは捕手（サブポジションは外野手）。常に目立つことを考えている。ポジションが捕手なのも投手と同じくらいテレビに映って目立つからという理由である。後に渡米しメジャーリーガーとなる。
輝 星也（かがやき せいや）
本作より先に発売された『実況パワフルプロ野球』（パワプロ）シリーズ新作『実況パワフルプロ野球12』のサクセスモードから登場している選手。正史が繋がっている『実況パワフルプロ野球5』のキャラクターを除く、パワプロシリーズのキャラクターの登場はパワポケシリーズのサクセス初めてのことである。なお、パワプロシリーズと異なる世界観であることに反映からか、一部のグラフィックはパワプロ12からの流用になっているものの選手能力を含み本作の彼の設定はパワポケ独自なものである。
ホッパーズに途中入団してくる選手。ポジションは遊撃手。純粋だが世間知らずな面がある。その性質からマイナスイベントをいくつか演じることがある。鬼鮫と接触することで（彼に襲われることで）パワーアップする。しかし、それがきっかけで以後はすねた性格になってしまう。
『パワプロ12』の輝星也については『実況パワフルプロ野球12#プロテスト編』参照。
木村 庄之助（きむら しょうのすけ）
ホッパーズのベテラン選手。ポジションは投手でリリーフエース。元々捕手だったが、投手にコンバートした。サクセス中でもイベントにて話題に上るが、表示されるのは影と名前のみで、顔グラフィックが表示されることはない（オーダー時の顔は固有の顔が使われる）。本作品の主人公はなぜか彼の顔を覚えられない。
カリムー
正体は『2』から登場している狩村というモブキャラクター。本作だけ「カリムー」と名義登録している。

###### 関係者
大地 年男（だいち としお）
ホッパーズの監督。現役時代は人気球団の二塁手だった。自分は一軍監督に向いていないと思っている。
水木 卓（みずき すぐる）
『2』『5』にも登場。故障が原因で現役を引退。現在は大神ホッパーズのコーチ。
根室 圭吾（ねむろ けいご）
ホッパーズのコーチ。合気道の道場も持っている。野球の指導はどこか投げやりだが、「野球も合気道もどちらも好きで、どちらも諦めることはできない」という理由でプロ野球のコーチと合気道の師範の両方を行っている。
鬼鮫 清次（おにざめ せいじ）
『5』から登場。筋力系担当。プロテインを買ってくるのが趣味。相変わらず男色家であり、展開によっては『5』同様、主人公に襲い掛かる（襲われた場合のアルバムもあり。なお、本作から襲われた際に独特のボイスが鳴り響く）。
荒井三兄弟（あらいさんきょうだい）/ 荒井 金男（あらい かねお）、荒井 銀次（あらい ぎんじ）、荒井 晴男（あらい ぱるお）
毎度お馴染みの三兄弟。ホッパーズの球団職員。ほとんどのシリーズに登場する。過去作の比ではないほど傍若無人となっており、しばしば主人公の寮の部屋を襲撃する。「外部の人間には優しいが身内には厳しい」という旨のメタ発言が今作で確認される。なお、本作のみ彼らのアルバムが存在する。
小野 映子（おの えいこ）
ホッパーズの食堂で働く女性。一見すると温和な人物だが、彼女の正体はサイボーグ同盟の内通者。
エーベル高座（エーベルこうざ）
スポーツドクター。イノシシの雪ちゃんと一緒にいる。

###### 上層部
大神 美智男（おおがみ みちお）
ホッパーズのオーナーで、大神グループの会長。今作において、彼がパワポケシリーズの鍵を握る黒幕であることが判明した。
イワノフ
大神会長の側近。『3』にも登場。プロペラ島を脱走した後、大神会長の護衛をすることになった。

#### 彼女候補
白瀬 芙喜子（しらせ ふきこ）
CCRのエージェント。主人公の同僚。身体能力は主人公にやや劣るが性格適正テストでは勝っている。主人公のバックアップという位置はあまり乗り気でない様子。本人に自覚は無いがロマンチスト。ハッピーエンドとバッドエンドが嫌いで、ビターエンドが好き。夢は「好きな人に看取られながら死ぬこと」。CCRの真相に気づくルートでは秘密に気づいた主人公と対決する事になるが、選択肢によって回避可能（この選択肢は選択次第ではゲームオーバーになる）。主人公に彼女がいる場合でも選択によっては戦闘を回避可能、あるいは敗北してもゲームオーバーにならない。クリアすると、投手なら「鉄腕」、野手なら「闘気」が手に入る。後のシリーズにも登場。
『パワプロアプリ』のパワポケコラボ第2弾でゲスト出演している。なお、パワポケシリーズ（表・裏サクセスとも）では野球選手としての描写がないにもかかわらず、コラボでは彼女候補ではなく花丸高校（コラボシナリオの主人公チーム）の投手の一人として登場する。
雪白 冬子（ゆきしろ とうこ）
大学生で、雪白家のお嬢様。一見すると言動がツンデレのように思われるが、後のしつもんコーナーによるとツンデレでは無いらしい。コックの作るお菓子を食べるのが日課。合気道の達人。バッドエンドが存在しない彼女でもある。お見合いが嫌で主人公と既に付き合っているように偽装するところから主人公との恋愛が始まる。展開によっては主人公と同じく裏の世界に行き、主人公とコンビを組む。『9』本編には直接関わりがないが、城田のエピローグに幼少時代の姿で登場している。クリアすると、投手なら「絶倫」、野手なら「神速」が手に入る。
森 友子（もり ともこ）
主人公の中学の頃の同級生で、偶然ゴールデン銀座で再会するという設定だが、他の彼女候補と同じく彼女もなんらかの重大な秘密を抱えている。実は彼女もまたオオガミの研究所から逃げ出したサイボーグで、サイボーグ同盟の一員である。強力な暗示により記憶を操作する能力を有しており、「主人公と同級生」という記憶も正式に出会う前に彼女の顔を見た時に刷り込んだものである。その為、主人公との記憶のズレが生じていた。また、この能力を応用し、CCRの内部情報を主人公から取得し、サイボーグ同盟に流すという役目も果たしていた。
彼女の正体に気づくか否かで結末は大きく分岐し、結末によっては主人公に関する記憶を消去し、灰原に襲撃される（しかし、主人公は記憶を失いながらも心の中ではどこか彼女のことを想っていた。主人公が彼女の正体に気づいていた場合、記憶を消されないエンドも存在。いずれもベンチに座り、いつか声を掛ける彼女を待っていた）。グッドルートでは白瀬に撃退されたかと思われていたが、逆に彼女によって生還を果たし、主人公と再会する。クリアすると、投手なら「呪縛」、野手なら「豪力」が手に入る。
星影 ヒヨリ（ほしかげ ヒヨリ）
ミルキー通りで歌を歌う自称宇宙人の女の子。現実社会で傷つきネットの世界に浸るうちに架空の自分を作り上げるようになったといわれている。実は、正体は本当に宇宙人で、宇宙の各地でギャスビゴー星人と日夜戦っていた。本人曰くヒヨリン星人はみんな同じ姿であり、年齢は約47億歳だが、ヒヨリン星人は年をとらないらしい（地球に来てから20年経つので20歳であるらしい）。正体に気づくエンドと、気づかないエンドの二つがあるが、正体に気づいた場合、ギャスビゴー星人撃退後に主人公は彼女の姉によって記憶を消されてしまう（しかし、それでも全てではなかったらしく、アルバムでは彼女の話を聞いてどこか懐かしんでいた）。
彼女の歌う「ラブラブ♥ビッグバン」は、パワポケシリーズでは珍しい声付きの歌である（なお、白瀬はこの歌が苦手らしい）。クリアすると、投手なら「気迫」、野手なら「緊縛」が手に入る。
高坂 茜（こうさか あかね）
公園のアカネハウス（家に似せ自らダンボールで製作したもの）に住む家出少女。攻略難易度が非常に高い。緑髪でピコピコ動くアホ毛が特徴。性格は非常に明るい。高校模試三年間トップの座を守り続け、入試では驚異の498点をたたき出した天才で、体育以外なら何でもこなす。主人公の義妹になろうとするが主人公には敬語で話す。父親の章正からは虐待と服従の生活を強いられており、それが理由で家には帰っていない。また、これがきっかけで、彼女は父親との辛い状況から逃れるために、苦しみも何も感じないように心を折ることにした。また、幸せは「失った時が辛い」ために望まなくなった。故に、幸せに身を委ねることが出来ず、心の外に気持ちが溢れられなくなる、すなわち心に溜まった感情を流しだす「涙」を失う事となる。理由を知った後は主人公の義妹となり、またリンと同居するようになり彼女のことを「お姉さん」と呼ぶことになる。そのまましばらくは幸せな生活が続くが、「兄」として優しく接してくれる主人公に対して恋人としての想いを伝える事ができないという悩みを抱くようになる。そして、最終的に同居していたリンが茜の元から去ってしまったことにより、誰も信じられなくなり家を飛び出してしまう。この後の展開は彼女の好感度によって変化し、バッドエンドの場合は主人公ですらも信用できなくなり、その結果、精神崩壊してしまい、目も完全に死んでしまってもはや感情のない人形と化してしまう。そして主人公とリンを架空の家族と思いこむ結末となる。グッドの場合は精神崩壊をする直前に失った「涙」を取り戻してそれを喜び、卒業後、主人公と結婚して家族を儲けるという結末になる。投手なら「剛球」、野手なら「奪力」が手に入る。
紺野 美空（こんの みそら）
身長が小さく性格も子どもっぽいが二十歳。別の顔は「怪盗レッドローズ」で、半年前には上川辰也という彼氏がいたが事故で亡くなっているため、彼を生き返らせるためにルナストーンを集めている（実はこれは嘘の記憶で、上川の自己暗示能力により、架空の記憶を植え付けられ利用させられていた）。彼女曰く「主人公は上川と似ている」とのこと。
「オオカミつき」という特異体質であり、自己暗示によって身体変化を起こし、潜在的な能力を100％発揮できるようになる。自己暗示が成立した時は身長や体格まで変わってしまう（そのため、レッドローズの姿の時は周りには男だと思われていた）。しかし元が小柄な女性であることから限度があり、かつ正式な戦闘訓練も受けていないために一般の警官相手なら軽々と相手取れても凄腕ぞろいのCCR相手ではほぼ一方的に追い詰められてしまう。展開によっては上川に暗殺される。エンディングは主人公と共に平億に暮らす結末と大神グループと闘う結末がある。また戦うことを選んだ結末ではその戦闘力は大神グループ程度でも戦えるほど成長したらしい。
隠し彼女候補なので登場させるにはポイントが必要。クリアすると「野球超人伝（好きな超特殊能力が貰える）」が手に入る。

#### CCR
CCRは政府の秘密機関であり、「サイボーグ対策室」の略。違法サイボーグの逮捕が目的である。表向きには「秘密捜査官」としている。
黒駒 新造（くろごま しんぞう）
CCR部長。昔は有能だったが今はその面影もなく、お飾りのトップのような状況になっている。実際に組織を動かしているのは部下の灰原である。
灰原（はいばら）
主人公の上司。主人公達からは「隊長」と呼ばれている。戦闘能力が高い。実は彼こそがCCRの部長であり、その正体はオオガミに作られた第3世代アンドロイド。指揮官となるべく開発されており、プロ意識を高めることでオオガミへの忠誠心も高い精神構造をしているが、戦闘能力が下がったためサイボーグ化された。全身の皮膚下に装甲が付けられている。真相に迫るルートでは最終的に、真相を暴いた主人公と対決し敗北して死亡。
主人公（しゅじんこう）
上記参照
白瀬 芙喜子（しらせ ふきこ）
上記参照

#### 違法サイボーグ
CCRに追われている、違法な能力を持っているサイボーグたち。下記のほかにも、主人公にばれないように潜伏している違法サイボーグが複数存在している。
目賀（めが）
OPで主人公に捕らえられた違法サイボーグ。ホッパーズの詳細なデータを持っていた。
金井（かねい）
装甲の強化と運動能力の両立をめざして開発されたので、特殊能力はない。
その能力を生かして闇商売の世界で成功し、違法な物品の売買に通じていた。
上川 辰也（かみかわ たつや）
「瞬間催眠」という暗示能力を持つ。サイボーグ同盟と揉めて別行動中である。

#### その他
リン
主人公と知り合いの完全無欠の情報屋。主人公と知り合った経緯、詳しい事情は不明だが情報屋としての腕はかなり高く、雪白晴継から調査を依頼されるほどである。物心がつく前に両親は死んでおり、そのため家族というものに憧れを持っている。茜関連のイベントでは彼女の姉的存在になる。イベントが進むと実は主人公に好意を寄せていたことが判明する。しかし、結局は主人公と茜の幸せを願って自ら身を引く。
赤井 邦夫（あかい くにお）
ホッパーズのバス爆破事件を追う刑事。その関係で主人公にも接触してくる。
早くから主人公の不明な経歴を怪しみ疑っており、主人公が自分の正体をどこまで明かすかどうかで彼の運命が決まり、生き残れば終盤のイベントで協力してくれるが、一定の条件を満たさないとCCRの真実にたどり着く直前に灰原に殺害されてしまう。
山形（やまがた）
健康にいい喫茶店を謳う、「喫茶ロールパン」のマスター。主人公と湯田に親しく接してくる。しかし実はサイボーグ同盟の一員でオオガミ地下工場から脱走したアンドロイド。しあわせ草を注入したドリンクでその依存性を使った悪徳商売をしていた。
「軍団長」タイプのサイボーグの試作品として改造されており、本人の戦闘力は低いが下級のドローン機を統率・指揮する能力を持つ。
喫茶店を経営する傍らで、サイボーグ同盟の一員としてホッパーズ地下工場を破壊するためのロボット軍団を造っていた。彼には複数の展開があるが、どのルートでも最終的には撃たれ死亡する。
雪白 晴継（ゆきしろ はるつぐ）
冬子の兄で、若いながらも海外を中心に活動する大企業「ユキシロ」のトップである。独自の情報網を使った「情報収集能力」がずば抜けていて、主人公がCCRのエージェントだということを簡単に知ることができるほどであり、裏の社会では一目置かれている存在である。ただ、妹の冬子には甘い。イベントを進めると冬子を危険な目に遭わせないために主人公と別れさせようとするが、ルートによっては主人公の生きる世界に理解を示し、主人公と冬子の恋愛を応援する立場になる。
牧村 耕造（まきむら こうぞう）
雪白家の執事。元プロの暗殺者で現役を退いた今でもその能力は衰えない。
高坂 章正（こうさか あきまさ）
高坂茜の父。大神グループに勤務。家庭を顧みない仕事人間であり、娘の茜にも平然と暴力をふるう親としてのかけらも無い冷徹な人物。
黒野 鉄斎（くろの てっさい）
前作ではヒーロー達を倒すために主人公に協力した悪のマッドサイエンティスト。天才ではあるが街の変なおじさんとして扱われる。ヒーロー達のことは忘れており、本人自身もヒーロー達と戦ったことについては覚えていない。後に立花二号を生み出すが、それは彼自身が立花がいなくなった寂しさを紛らわすためである。
たかゆき
唐沢博士が作ったロボット。自分を人間と思う者が人間という哲学的な結論に達した。わがままで乱暴者。
立花 ボボ（たちばな ボボ）
『3』から登場し続けていたプロペラ団の作った改造バッタ人間。本作品で、彼はバッタと融合した結果、バッタの運動神経を得たがその代償として、人間とバッタを足して2で割ったような中途半端な寿命になってしまった、という事実が明かされる。登場する度に色が茶色に染まっていったのはそのためである。アルバムでは最終的に寿命が尽きてしまい他界。その遺体は黒野博士によって墓に埋葬された。しかし、彼の記憶や意思はクローンである立花二号に引き継がれた。
立花2号（たちばなにごう）
アルバムで登場。立花ボボのクローンで記憶なども全て引き継がれている。
アルベルト・安生・アズナブル（アルベルト・あんじょう・アズナブル）
毎度お馴染みの変な外国人。相変わらず骨折する。主人公に野球を指導したのは彼であり、主人公からも尊敬されていることを自慢げに話すが、チームメイトやコーチには冷たい目で見られる。妹のアンヌは引退してコーチの勉強をしているらしい。シリーズ皆勤賞。
倉刈 日出子（くらがり ひでこ）
倉刈明の姉。医者を目指し研修医として忙しい日々を過ごしている。父が行方不明になった為に水木達ホッパーズの人達に見守られている。『5』では彼女候補を務めた。
磯田 修一（いそだ しゅういち）
モグラーズの元コーチ。凡田のマニアグッズの影響でマニアショップを開いている。
山口 幸恵（やまぐち ゆきえ）
小料理屋の女将。『2』では彼女候補だった。結婚しているとの噂もあるが真相は不明。
大鉄（だいてつ）
『2』主人公の兄。『5』の時代から幸恵の小料理屋で板前として働いている。『5』と比べて明らかに老けている。幸恵との関係は不明。
凡田 大介（ぼんだ だいすけ）
元モグラーズの選手。ついに引退し念願の凡田博物館の館長となる。
寺岡 薫（てらおか かおる）
『3』では彼女候補だった。不治の病に苦しみ続けていたが、体をサイボーグ化することにより生き延びた。和桐製作所勤務。
違法パーツを大量に購入していたため、怪しんだ主人公と白瀬によって調査されるうちに、調査目的で近づいた白瀬との間に友情が芽生えていく。
サイボーグ化していない部分が病気にかかったらそこをサイボーグ化し、別の部分に病気が移ったらまたその部分をサイボーグ化する、と言った具合に全身を少しずつ機械に置き換えてきたため、自分がまだ人間であるかどうか自信をなくしてしまっている。
彼女が発明したワギリバッテリーが後のシリーズで多大な影響を及ぼす。
オレンジ
『7』に登場したポケレンジャー（『7』では「ヒーロー」と呼ぶことになる）。他のヒーローが消えた今も、彼とピンクとブラックの3人だけが残った。自身は現在呼び込みのバイトで生計を立てている。
ピンクのことを「アネさん」と呼び慕っている。展開によっては主人公に捕えられ、アルバムでは大神の研究所で解剖されることになる。
今田 勝蔵（いまだ かつぞう）
熱狂的なホッパーズファン。中華料理屋を経営。本作では『2』『5』と違い端役で登場。
大谷 健（おおたに たけし）
かつてプロペラ団の実態を暴いたフリーの記者。過剰な文章でクレームをつけられることもしばしば。CCRの存在を幻かおとぎ話のように語っている。
生瀬 ヤスシ（なませ ヤスシ）
『7』に登場した生瀬小晴の父で駄目人間。「スーパーまる生」の社長だが実質的権力は小晴にあり、本人はブラブラしながら副業と称して怪しい商売をしている。
子供好きのようで、見知らぬ子供に500円を与えキャッチボールに誘ったりした。
政道 貴満（せいどう たかみつ）
『1』に登場した政道正義の息子。湯田に「将来は野球選手になる」と褒められるが林に現実の厳しさを教えられる。
田西（たにし）
『7』から登場した湯田と同じ花丸高校を卒業したマニア。母の仕送りで暮らしている。スタッフが描くオタク像の塊。後の作品でも登場する。
ギャスビゴー星人（ギャスビゴーせいじん）
ヒヨリが追っている謎の宇宙人。悪のパワーをエネルギーとしており、それを奪われた人間はよい子になってしまうらしい。主人公を身動きできない状態にさせ、さらにヒヨリも苦戦させるが、駆けつけてきたヒヨリの姉によって倒される。
ポツ
柴犬。サッカーが得意で野球は嫌い。廃ビルにトレーニング器材を持ち込んで体を鍛えている。
プーコ
プードル。ゴルフが得意。
稲本 ジョーン（いなもと ジョーン）
主人公に怪談話をしてくる。やらせの心霊番組の司会をしている。

## 裏サクセス（昭和冒険編 呪われた黄金像）
今回は『3』と同じく地雷を踏まずにゴールを目指すゲーム。自動セーブではないため、リセットすると最初からやり直しとなる。セーブはあるものの、これは中断セーブであって1度再開すると中断データが消えてしまうので、同じ場面から再開する行為はできないようになっている。根本的なゲーム内容は、「マインスイーパ」と同じであるが、いままでの地雷パニック系ゲームと異なり、地雷のないマスの場所で、周囲8マスを一気に掘る（「回転掘り」）ことが出来る。なお、アイテムを使うことで比較的楽に進められるが難易度が高いことには変わりはない。前作の主人公の衣装は冒険家である服装であったが、『4』裏サクセス「RPGファンタジー編」以来である野球ユニフォームのままで『8』主人公同様大神ホッパーズの野球ユニフォームになっている。
最低でも15エリアまで進めば脱出しクリアすることができる。脱出は15エリア以降、5の倍数のエリアをクリアした場合に入れるお店で任意に行える。25エリア以上進んでから脱出すると、エピローグが見られて俺ペナでプレイする球団を選べる。具体的なゴールは設定されておらず、その気になれば永遠に続けることもできる。
シナリオは多数あり、最初にどの依頼主からの依頼かを選択することで変化する。最初は「鈴音」しか選べないが、クリアするたびに「珠子」、「春香」、「アルベルト」、「ソムシー」の順に増えていく。ただし、イベントを短縮したりカットした場合は、ゲームのみをプレイする主人公のシナリオになる。ゲームを10回以上クリアすると、いわゆる楽屋オチが満載の「オールスター」のシナリオが選べるようになる。
『3』と同じく、地雷を踏んだり時間切れになったりすると、ゲームオーバーになり選手が消去される。なお、完成した選手を俺ペナでさらに育成できることはできない。
本作は前作『7』裏サクセス「大正冒険奇譚編」の続編で、そのアルバムで「続編制作決定！」と大々的に宣伝されたが、初のDS版開発であったため他の部分に時間を取られ、従来のような裏サクセスを作る時間がなくなり、単なる地雷ゲームの延長になった。前作裏サクセスでの予告通り「昭和冒険編」ではある。初のGBA作品であるパワポケ3のおまけサクセスが地雷ゲーム単体であることも同様の理由によるものである。

### あらすじ
主人公は『パワプロクンポケット7』・裏サクセスの主人公と同一人物。依頼により黄金像を探しに秘境へと訪れるという設定になっている。依頼主は最初の選択によってシナリオが変わり、それに伴いイベントの内容が変わるようになっている。

### 登場人物
括弧書きの名前は表サクセスでの本名で、数字は本作までに登場した表サクセスの世界の登場作品。表サクセスでの本名が未表記の人物は表サクセスの登場人物と同一人物で、未表記は裏サクセスオリジナルキャラクター。

#### 主要人物
主人公（しゅじんこう）
前作『7裏』主人公。前作では冒険探偵で本作では冒険家。通称「昭和の快男児」だが、一世を風靡した彼も最近の人気は落ち目。イベントを短縮したり全部カットした場合は依頼主なしの彼をメインにしたシナリオになる。
湯田 浩一（ゆだ こういち）【湯田 浩一（ゆだ こういち）：『7』『8』】
前作にも登場した主人公の友人兼助手。展開によっては主人公を見限ることも。

#### 敵
ソネ・ミューラー【曽根村（そねむら）：『2』】
本作の主人公の宿敵で主人公より先に黄金像を手に入れようとする帝国軍人の中佐。選択によって設定が変わる。冒頭のチュートリアル解説役も担当。基本的には主人公を追いかける役割だが、展開によっては先回りしており、「毎回地雷を踏んだお前らを回収したり、飛行機で脱出するのを見送るのには飽きた」という発言をする。
兵士（へいし）【BB団の兵士（ビービーだんのへいし）：『6裏』】
ソネ・ミューラーの部下。チュートリアルの応対役。亀田の親衛隊でも登場し、ソネ・ミューラー中佐を叩きのめす。

#### その他
チャン（チャン：『3』）
前作にも登場した商売人。場所を選ばず出没する。春香編にはストーリーにも登場し、新米冒険家の春香を騙し冒険を依頼することも。

#### 鈴音編
鈴音（すずね）【木岡 鈴音（きおか すずね）：『6』】
前作にも登場した北欧にある武器会社の社長。古代兵器を見つけて来て欲しいと主人公に依頼する。

#### 珠子編
珠子（たまこ）【埼川 珠子（さいがわ たまこ）/迅雷 隼人（じんらい はやと）：『5』】
前作にも登場した新聞記者兼魔物ハンター。呪われた黄金像を取ってきて欲しいと主人公に依頼する。エリア25以上進まないとバッドエンディングとなり、ゾンビに憑りつかれた挙句、主人公を殺害する。

#### 春香編
春香（はるか）【倉見 春香（くらみ はるか）：『7』】
新米冒険家。主人公を師匠と呼び、色々と勝手に依頼を引き受け「冒険日和です」と言いつつ主人公を叩き起し冒険へ連れて行くらしい。エリア25以上進んでも、15 - 24まででも同じアルバムを入手することができる。彼女の人柄のためか、ストーリーはほのぼのとしている。他のキャラクターに比べると戦闘力は低く見えるが、「オールスター編」では兵士をパンチで倒したこともある。

#### ソムシー編
ソムシー（ソムシー：『5』）
いろんな過去を持つ少女。主人公とは別の冒険中に出会い親しくなった。顔も知らない父親より先に黄金像を手に入れて欲しいと主人公に依頼する。彼女のシナリオを選ぶとメタ的な発言が大量に出てくる。いわゆる楽屋オチである。
亀田（かめだ）【亀田 光夫（かめだ みつお）/ハイパー亀田（ハイパーかめだ）：『1』『2』『3』『5』】
前作にも登場した元・我威亜党の皇帝。ソムシー編の黒幕で帝国の総統でソネ・ミューラーの上司。黄金像に嵌め込まれた魔法石のパワーで大型鉄人形を量産して強大な力で世界征服を企む。本作は新兵器「鉄人兵器ガンダーロボXXリターンズ」を持ち込んだが、序盤のエリアで地雷に阻まれ立ち往生して自分の居場所まで運ぶ事が出来なかった為に本作のガンダーゴーレムは名前だけの登場になった。そして自身もNGワードを口にした事で済し崩し的に敗北。

#### アルベルト編
アルベルト【アルベルト・安生・アズナブル（アルベルト・あんじょう・アズナブル）：『1』『2』『3』『4』『5』『6』『7』『8』】
前作にも登場した外人。アメリカで野球人形を使った商売で大儲けし大金持ちになった。ヒーローになりたいがために主人公に仕事を依頼する。エリア25以上進まないとバッドエンディングとなり主人公をサメのいるプールに落下させる。

#### オールスター編
生瀬 ヤスシ（なませ ヤスシ）（『8』）、ポツ（『8』）、YONYON（ヨンヨン）（『8』)、新聞売り男（しんぶんうりおとこ）（『8』）
帝国軍人ミューラー達の助っ人としてやってくるが、いかにも弱そうとミューラー達も実力を疑っていた。そして自滅した。
チウド&ピッシー【灰原（はいばら）：『8』、白瀬 芙喜子（しらせ ふきこ）：『8』】
ソビエトのスパイ。ミュージカル風に主人公達を襲うがフィッシュとチップスに阻止される。
フィッシュ&チップス【雪白 冬子（ゆきしろ とうこ）：『8』、雪白 晴継（ゆきしろ はるつぐ）：『8』】
冬子がフィッシュで晴継がチップス。スパイで有名なイギリスの情報部に所属する兄妹。ミュージカル風にチウドとピッシーと戦う。
星影 ヒヨリ（ほしかげ ヒヨリ）（『8』）
スパイ達がミュージカル風に戦っているのに対抗して歌を歌い、白瀬に「特命ハンター編」で散々歌ったとツッコまれ、冬子からは図々しい女と評された。歌の最中にファンの本田幸太郎とBARUも登場したが、事態が混沌としたため主人公たちは素早く先に進んでしまった。
高坂 茜（こうさか あかね）（『8』）、森 友子（もり ともこ）（『8』）、紺野 美空（こんの みそら）（『8』）
主人公たちが立ち去った後に登場。完全に出遅れて出番を失い、落ち込んでしまう。
寺岡 薫（てらおか かおる）（『3』『8』）
出遅れた美空達を「ハンター編で頑張りましょ」と励ます。
黒野 鉄斎（くろの てっさい）（『4』『5』『7』『8』）、たかゆき（『3』『5』『7』『8』）、立花 ボボ（たちばな ボボ）（『3』『5』『7』『8』）、荒井三兄弟（あらいさんきょうだい）/荒井 金男（あらい かねお）、荒井 銀次（あらい ぎんじ）、荒井 晴男（あらい ぱるお）（『1』『2』『3』『5』『6』『7』『8』）
黄金像を狙う教授。部下のたかゆき・ボボ立花・荒井三兄弟を連れ黄金像を狙うが、全員地雷にあっさり引っかかり自滅した。
さおりちゃん【さおりちゃん人形（さおりちゃんにんぎょう）：『5』『8』/さおりちゃん：『6』/さおりちゃん2号（さおりちゃんにごう）：『6裏』】
本作のラストボスだが、RPG形式ではないので戦闘はない。「デフォルメキャラではリアル系キャラである私に勝てない」と追い詰めたが、「しゃべっているのに口が動かない」という弱点を見破られ倒された。
表サクセスでは作品により度々顔と髪が変わる等身大フィギュアで、本作では『8』のさおりちゃんが登場。なお、表サクセスでは等身大フィギュアだったが、本作では人間として登場。
大神 美智男（おおがみ みちお）（『4』『5』『8』）
本物の黄金像を持ち帰らないと登場。実は「オールスター編」の依頼者。表サクセスの姿で登場し、主人公にクビを言い渡す。

## 収録選手
選手名および球団名は2005年9月中旬当時のデータを搭載したものである。
今作から大阪近鉄バファローズに代わり、東北楽天ゴールデンイーグルスが参入。また、オリックス・ブルーウェーブがオリックス・バファローズに、福岡ダイエーホークスが福岡ソフトバンクホークスに名称変更された（プロ野球再編問題を参照）。なお、前作まで近鉄として作成した選手をパスワード登録した場合、選手の所属球団はオリックスではなく楽天になる。

## スタッフ
- 企画 - パワポケチーム
- ストーリー基幹 - 西川直樹
- ストーリー作成 - パワポケチーム員
- プログラム - 岩崎一男、西川直樹、三浦陵介、博多幸博
- グラフィック - 藤岡謙治、萩原千香子、大木賢二、島津豪、一部手伝い - 西脇隆行
- サウンド - 大久保悟、 広野智章、 北川保昌、 弓島隆子
- ウグイス嬢 - 吉川朋江(セイ)
- パッケージなど - 須藤桂介
- 取扱説明書など - 村上幸秀
- HP制作 - 内藤聡子
- 広報 - 松村謙、豊開修、小津貴央、千葉茂、松戸智義
- 販売 - ゲームソフト営業部のみなさん
- 選手データ作成 - パワプロプロダクション選手データ班
- ライセンス - 荒木茂
- パワプロプロダクション - 上原和彦
- パワプロクンポケット8　責任者 - 藤岡謙治
- パワポケチーム
- (C)2005 KONAMI
- KONAMI